# Тя слуша
„Тя слуша“ (на английски: Afraid) е американски научнофантастичен филм на ужасите от 2024 г. на режисьора Крис Вайц по негов сценарий. Във филма участват Джон Чо, Катрин Уотърсън, Хавана Роуз Лиу, Лукита Максуел, Ашли Романс, Грег Хил, Рики Линдхоум, Дейвид Дастмалчиан и Кийт Карадайн. Той е продуциран от „Кълъмбия Пикчърс“ съвместно с „Блумхаус Продъкшънс“ и „Депт ъф Фийлд“.
Премиерата на филма излиза по кината в Съединените щати от 30 август 2024 г. в разпространение от „Сони Пикчърс Релийзинг“.

## Актьорски състав
- Джон Чо – Къртис
- Катрин Уотърсън – Мередит[6]
- Кийт Карадайн – Маркъс[6]
- Хавана Роуз Лиу – Мелъди / АЙА (глас)[6]
- Лукита Максуел – Айрис[6]
- Дейвид Дастмалчиан – Лайтинг[7]
- Ашли Романс – Сам
- Уайът Линднър – Престън[6]
- Айзък Бей – Кал[8]
- Бенет Къран – Сойер
- Грег Хил – Хенри[6]
- Рики Линдхоум – Мод[6]
- Тод Уоринг – Татко
- Бен Йосеф – Бен[6]

## В България
В България филмът излиза по кината на 27 септември 2024 г. в разпространение от „Форум Филм България“.